# Headcount-Index
Der Headcount-Index (deutsch etwa Kopfzahlindex) ist ein von der Weltbank in der Entwicklungsökonomie genutzter Armutsindikator. Der Headcount-Index gibt den Anteil der Bevölkerung eines Landes in Prozent an, der nach dem Pro-Kopf-Konsum unter eine vorher festgelegte Armutsgrenze fällt.

## Berechnung
Sei {\displaystyle Y=(y_{1},y_{2},\ldots y_{n})} ein Einkommensprofil. Sei weiterhin die Anzahl der beim Einkommensprofil {\displaystyle Y} gemäß der Armutsgrenze {\displaystyle A} als arm geltenden Individuen gegeben durch {\displaystyle k_{A}(Y)}. Der Headcount-Index ist dann gegeben durch den Anteil der gemäß der Armutsgrenze als arm geltenden an der Gesamtbevölkerung {\displaystyle n}
{\displaystyle H={\frac {k_{A}(Y)}{n}}}.

## Bestimmung der Armutsgrenze
Diese Armutsgrenze wird auf Landesebene anhand der regionalen Gegebenheiten angepasst, diese richtet sich an dem notwendigen Minimum für die Konsumausgaben, entweder nach der Cost-of-basic-needs-Methode auf Basis eines Warenkorbs oder der Food-energy-Methode, welche nur den Mindestkalorienbedarf nach der Ernährungs- und Landwirtschaftsorganisation oder Weltgesundheitsorganisation umfasst.
Im Gegensatz zur nationalen ist die internationale Armutsgrenze nach der Weltbank definiert als 1 US-Dollar pro Tag (kaufkraftbereinigt) und Person. Diese Armutsgrenze basiert auf der Kaufkraftparität aus dem Jahr 1985, 1 US-Dollar KKP besitzt in jedem Land die gleiche reale Kaufkraft.